# Šašek a královna
Pour plus de détails, voir Fiche technique et Distribution.
Šašek a královna est un film tchécoslovaque réalisé par Věra Chytilová, sorti en 1987. C'est l'adaptation de la pièce du même nom (Šašek a královna) de Bolek Polívka.

## Fiche technique
- Titre original : Šašek a královna (litt. « Le Bouffon et la Reine »)
- Réalisation : Věra Chytilová
- Scénario : Věra Chytilová et Bolek Polívka d'après la pièce de Bolek Polívka
- Pays d'origine : Tchécoslovaquie
- Format : Couleurs - 35 mm - 1,37:1 - Mono
- Genre : comédie
- Durée : 111 minutes
- Date de sortie : 1987

## Distribution
- Bolek Polívka : le bouffon
- Chantal Poullain : la reine
- Jiří Kodet : le roi
- Vlastimil Brodský : Václav
- Jiří Pecha : le garde forestier